# Patrick Lefèvre
Patrick Lefèvre, geboren op 12 december 1952 in Brussel, is een Belgische historicus, hoogleraar, museoloog, archivaris en hoofdbibliothecaris . Hoofdconservator-directeur van het Koninklijk Museum van het Leger en de Krijgsgeschiedenis van 1995 tot 2005, daarna was hij directeur-generaal van de Koninklijke Bibliotheek van België van 2005 tot 2017.

## Biografie
Doctor in de geschiedenis (1989), Patrick Lefèvre was onderzoeker bij het Nationaal Fonds voor Wetenschappelijk Onderzoek en assistent van professor Jean Stengers aan de Université libre de Bruxelles van 1979 tot 1982. Sinds 1982 conservator van het Koninklijk Museum van het Leger en de Krijgsgeschiedenis, Patrick Lefèvre leidde deze wetenschappelijke instelling van de Belgische Federale Staat van 1995 tot 2005, als hoofdconservator-directeur, een functie binnen de civiele staf van het Ministerie van Defensie gelijkgesteld aan de rang van generaal-majoor. In 1994-1995 was hij een van de hoofdontwerpers van het evenement "Ik was 20 in 1945", een tentoonstelling over de Tweede Wereldoorlog die in enkele maanden tijd door meer dan 750.000 bezoekers werd bezocht. In 2001-2002 was Patrick Lefèvre, toen verantwoordelijk voor de historische archieven van het Belgische Ministerie van Landsverdediging, de belangrijkste drijvende kracht achter de terugkeer naar België van 20.000 dossiers die tijdens de oorlog door de nazi's in het land waren gestolen, en vervolgens meegenomen door het Rode Leger van Berlijn naar Moskou. Organisator van talrijke nationale en internationale congressen, combineerde hij gedurende tien jaar, van 1990 tot 2000, het voorzitterschap van de Belgische Commissie voor Militaire Geschiedenis met de functie van Secretaris-Generaal van de Internationale Commissie voor Militaire Geschiedenis, d.w.z. de coördinatie van een belangrijk internationaal institutioneel netwerk van ongeveer veertig landen over de hele wereld. In 2005 werd Patrick Lefèvre benoemd tot directeur-generaal van de Koninklijke Bibliotheek van België, een van de tien andere wetenschappelijke instellingen van de Belgische federale staat. Hij leidde het gedurende twaalf jaar tot de pensioengerechtigde leeftijd in 2017, waarna zijn opvolging ad interim werd verzekerd door Sara Lammens. Van 1992 tot 2017, dus vijfentwintig jaar lang, was Patrick Lefèvre ook professor aan de Université libre de Bruxelles, waar hij archiefwetenschap en beheer van cultureel roerend erfgoed doceerde.

## Onderscheidingen
Patrick Lefèvre is "officier des Arts et des Lettres" (Frankrijk).

### Boeken als auteur of co-auteur
- Patrick Lefèvre, Histoire politique de la région Mons-Borinage. Intérêts économiques et idéologies 1830-1870, Mons, Analectes d'histoire du Hainaut, tome XVIII, 2022, 730 p.
- Patrick en Jean-Noël Lefèvre, Les militaires belges et le Rwanda 1916-2006, Bruxelles, Racine, 2006, 248 p.
- Patrick Lefèvre, Répertoire des journaux et périodiques de l'arrondissement de Mons (1786-1940), Leuven/Parijs, Nauwelaerts/Béatrice Nauwelaerts, 1980, 420 p.
- Patrick Lefèvre et Jean Lorette, La Belgique et la Première Guerre mondiale : bibliographie - België en de Eerste Wereldoorlog : bibiografie, Bruxelles, Musée royal de l'Armée, 1987 (Travaux du Centre d'histoire militaire, no 21), 598 p.

### Directie van publicaties
- Luc Devos et Patrick Lefèvre (dir.), Les alliances militaires depuis 1945. Actes du XXVe congrès international d'histoire militaire, Bruxelles, Musée royal de l'Armée, 2000 (Centre d'histoire militaire. Travaux, no 33), 386 p.
- Madeleine Frédéric et Patrick Lefèvre (dir.), Sur les traces de Jean Norton Cru : colloque international, 18-19 novembre 1999 : actes du colloque, Bruxelles, Musée royal de l'Armée, 2000 (Centre d'histoire militaire. Travaux, no 32), 231 p.
- Christian KONINCKX et Patrick LEFÈVRE (dir.), Le roi Baudouin : une vie, une époque, Bruxelles, Racine, 1998, 187 p.
- Patrick LEFÈVRE et Piet DE GRYSE (dir.), De Brialmont à l'Union de l'Europe occidentale : mélanges d'histoire militaire offerts à Albert Duchesne, Jean Lorette et Jean-Léon Charles - Van Brialmont tot de Westeuropese Unie : bijdragen in de militaire geschiedenis aangeboden aan Albert Duchesne, Jean Lorette en Jean-Léon Charles, Bruxelles, Musée royal de l'Armée, 1988 (Travaux du Centre d'histoire militaire, no 22), 382 p.